# Štír temný
Štír temný (Zabius fuscus) je štír, který se vyskytuje v horách střední Argentiny a v Paraguayi. Má černou až světle hnědou barvu. Jeho jed není výrazně nebezpečný, bodnutí štíra temného (Z. fuscus) připomíná bodnutí štírem veleštíra císařského (Pandinus imperator). Dorůstá 60 až 75 mm. Lze jej chovat podobně jako např. štíra kubánského (Centruroides gracilis) nebo ostatní druhy rodu Centruroides. Štír žije pod kameny. Je to velice klidný štír a je nesmírně zajímavý, ale není příliš často chován.